# 普彤塔
普彤塔是一座位于中国河北省邢台市南宫市旧城村的明代古塔，2013年5月入选全国重点文物保护单位。